# Romet 2375
Romet 2375 (często błędnie nazywany Komarem) – dwuosobowy motorower, produkowany w zakładach Romet w Bydgoszczy w latach 1978–1983, Model 2375 powstał wskutek zastosowania w miejsce awaryjnego silnika trzybiegowego typu Dezamet 019, sprawdzonej konstrukcji silnika ze skrzynką dwubiegową - Dezamet 023.

## Charakterystyka
Romet 2375 jako jednostkę napędową posiadał jednocylindrowy, dwusuwowy silnik Dezamet 023 o pojemności 49,8 cm³ chłodzony powietrzem. Silnik Dezamet 023 miał moc 1,7 KM przy 5200 obr./min. Został zastosowany gaźnik GM12F o średnicy gardzieli 12 mm i dyszą główną 0,4 mm. Średnica cylindra wynosiła 38 mm, a skok tłoka 44 mm. Sprzęgło dwutarczowe, pracujące w kąpieli olejowej. Napęd od silnika do skrzyni biegów kołami zębatymi, przełożenie 3,32; od skrzyni biegów do koła tylnego częściowo osłoniętym łańcuchem ˝"x4,8 o 106 ogniwach, przełożenie 2,54. Rama otwarta rurowa spawana, grzbietowa; Zawieszenie koła przedniego na widelcu teleskopowym bez tłumienia, o skoku 70 mm. Zawieszenie koła tylnego na wahaczu teleskopowym bez tłumienia skok 50 mm. Hamulce bębnowe sterowane mechanicznie. Bębny ze stopu lekkiego, żebrowane z wtopioną żeliwna wkładką. Średnica bębnów 97 mm szerokość szczęk 20 mm. Jednoprzewodowa o napięciu 6 V. Prądnica – iskrownik trzycewkowa o mocy 23 W. Iskrownik umieszczony na lewym czopie (lewej ośce) wału korbowego pod kołem magnesowym. Wyprzedzenie zapłonu 4,5 (34 st.) przed ZZ. Rozwarcie styków przerywacza 0,5 ±0,1 mm. Świeca zapłonowa M14x175. Odstęp elektrod świecy 0,5 mm. Lampa przednia dwuświatłowa 15/15 W, tylna 3 W. Maksymalne obciążenie motoroweru mogło wynosić ok. 155 kg, a prędkość maksymalna 45 km/h, zużycie paliwa wynosiło 2 - 2,5 l/100 km przy 40 km/h. Bak umieszczony wysoko o pojemności 9 litrów (rezerwa 0,5 l). Głównym szczegółem odróżniającym Rometa 2375 od Rometa 50 T-1 to silnik Predom Dezamet 023 (w Romecie 2375, a w 50 T-1 Predom Dezamet 019), gaźnik GM12F (w 50 T-1 był GM13F) z gumą od filtra powietrza, która szła do rury od ramy (w 50 T-1 była puszka szmerów ssania).

## Dane techniczne
- Silnik:

- - Typ: 023
  - Rodzaj: dwusuwowy z przepłukiwaniem zwrotnym, jednocylindrowy, chłodzony powietrzem
  - Średnica cylindra: 38 mm
  - Skok tłoka: 44 mm
  - Pojemność skokowa: 49,8 ccm
  - Stopień sprężania: 8
  - Moc maksymalna: 1,7 KM przy 4800 obr./min
  - Wał korbowy i stopa korbowodu łożyskowane tocznie.
  - Rozrusznik nożny.
  - Paliwo - mieszanka (1:20) z olejem Miksol s lub lux10

- Gaźnik: Poziomy typu GM12F o średnicy gardzieli 12 mm
  - Główna dysza paliwowa: 0,40 mm
  - Filtr powietrza: suchy

- Sprzęgło: mokre, dwutarczowe z wkładkami korkowymi umieszczone na wale silnika.

- Skrzynia biegów: dwubiegowa, zblokowana z silnikiem, zmiana biegów nożna
  - przełożenia: I bieg - 122,6; II bieg - 16,07

- Napęd:
  - od silnika do skrzyni biegów kołami zębatymi, przełożenie 3,32
  - od skrzyni biegów do koła tylnego częściowo osłoniętym łańcuchem ˝"x4,8 o 106 ogniwach, przełożenie 2,54

- Podwozie:
  - Rama otwarta rurowa spawana, grzbietowa
  - Zawieszenie koła przedniego na widelcu teleskopowym bez tłumienia, o skoku 70 mm
  - Zawieszenie koła tylnego na wahaczu teleskopowym bez tłumienia, skok 50 mm
  - Siodło kanapowe dwuosobowe

- Koła:
  - Niewymienne o średnicy obręczy 19". Ogumienie 2,25-19
  - Ciśnienie powietrza: przód 1,75; tył 2,25 bar

- Hamulce:
  - Bębnowe sterowane mechanicznie
  - Bębny ze stopu lekkiego, żebrowane z wtopioną żeliwną wkładką
  - Średnica bębnów 97 mm szerokość szczęk 20 mm

- Instalacja elektryczna:
  - Jednoprzewodowa o napięciu 6 V
  - Prądnica- iskrownik o mocy 23 W
  - Prądnica umieszczona na lewym czopie wału korbowego pod kołem magnesowym
  - Wyprzedzenie zapłonu 4,5 (34 st.) przed ZZ
  - Rozwarcie styków przerywacza 0,5 +/-0,1 mm
  - Świeca zapłonowa F80 gwint M14
  - Odstęp elektrod świecy 0,5 mm
  - Lampa przednia dwuświatłowa 15/15 W, tylna 3 W
  - Sygnał elektryczny prądu stałego - bateryjny

- Pojemności:
  - Skrzynka biegów 0,75 l
  - Zbiornik paliwa 9 l
  - Rezerwa 2 l
- Masa:
  - Masa własna 63 kg
  - Dopuszczalne obciążenie 150 kg

- Zużycie paliwa: 1,5 - 2,5 l / 100 km przy 40 km/h

- Wskaźniki:
  - Zdolność pokonywania wzniesień 25%,
  - Stosunek mocy silnika do ciężaru 30 KM/T
  - Prędkość maksymalna 45 km/h,
  - Prędkość użytkowa 40 km/h
  - Stosowane barwy nadwozia: pomarańczowa, niebieska, zielona, żółta

- Wyposażenie: komplet narzędzi, pompka, instrukcja